# 분데스리가 1966-67
푸스볼-분데스리가 1966-67은 서독의 축구 1부리그인 푸스볼-분데스리가의 4번째 시즌이다. 이 시즌은 1966년 8월 20일에 시작되어 1967년 6월 3일에 종료되었다. 1860 뮌헨은 전 시즌 챔피언이었다.

## 대회 형식
리그의 각 팀들은 다른 팀들을 상대로 각 두 번씩, 즉 홈경기 한 번, 원정경기 한 번씩을 치르게 된다. 경기에서 승리 시 승점 2점을 받으며, 무승부를 거둘 경우 승점 1점을 챙길 수 있다. 두 팀 이상이 승점에서 동률을 이룰 경우, 이들 간의 순위는 골평균으로 결정된다. 시즌이 끝나고, 가장 많은 승점을 획득한 팀이 우승을 거두게 되며, 반대로 승점이 가장 적은 두 팀은 각 연고지의 레기오날리가 (2부리그) 로 강등된다.

## 1965-66 시즌으로부터의 팀 변경
노인키르헨과 타스마니아 베를린은 최하위 두 자리를 가져감에 따라 레기오날리가로 강등되었다. 그들의 자리는 플레이오프 조 승자들인 뒤셀도르프와 에센이 가져갔다.

## 시즌 요약
1966-67 시즌은 브라운슈바이크가 가져가며 이변을 연출하였다. 니더작센주와 동독 경계 인근을 연고로 하는 이 클럽은 시즌이 시작하기 전까지만 하여도 중위권에 머물며, 타이틀 레이스에 뛰어들지 못할 것이라는 예상이 지배적이었다. 그러나 강력한 수비를 앞세워 34경기에서 27골만을 허용하였고, 리그 특성상 균형잡힌 것은 물론이며 강호들의 부진 (예를 들어, 1860 뮌헨은 이 시즌을 준우승으로 마쳤지만, 시즌의 3분에 1이 지나간 시점에 17위까지 가라앉기도 하였다.) 은 헬무스 요한센 감독이 이끄는 팀에 더 큰 이득을 남겼다.
유럽대항전에서 전 시즌 도르트문트가 가져간 컵위너스컵의 타이틀은 또다른 서독의 클럽인 바이에른 뮌헨이 뉘른베르크의 결승전에서 프란츠 로트의 골로 스코틀랜드의 레인저스를 격침시키며 가져갔다. 바이에른 뮌헨은 컵위너스컵 우승을 한 것 외에도 DFB-포칼 타이틀 방어에도 성공하였다. 그에 따라 정규리그를 실망스럽게도 14위로 마치고 DFB-포칼 준우승에 그친 함부르크는 바이에른 뮌헨이 컵위너스컵을 우승한 덕에 다음 시즌의 컵위너스컵 참가권을 획득할 수 있었다.
리그 하위권에는 새로 승격된 뒤셀도르프와 에센이 승격 1시즌 만에 다시 강등되는 수모를 겪었다. 이 두 팀들은 프로 리그인 분데스리가와 반프로 리그인 레기오날리가의 경쟁력 격차를 체감하였다.
한편 마이더리허는 클럽 명칭을 1967년의 시작과 함께 뒤스부르크로 개칭하였다.

## 참가 팀
| 구단             | 위치                 | 홈구장                   | 수용 인원 |
| ---------------- | -------------------- | ------------------------ | --------- |
| 뉘른베르크       | 뉘른베르크           | 슈테티셰스 슈타디온      | 64,238    |
| 도르트문트       | 도르트문트           | 로트 에르트 슈타디온     | 30,000    |
| 뒤셀도르프       | 뒤셀도르프           | 플링에어 브로이히        | 28,000    |
| 뒤스부르크       | 뒤스부르크           | 베다우슈타디온           | 38,500    |
| 묀헨글라트바흐   | 묀헨글라트바흐       | 뵈켈베르크 슈타디온      | 34,500    |
| 1860 뮌헨        | 뮌헨                 | 그륀발데어 슈타디온      | 44,300    |
| 바이에른 뮌헨    | 뮌헨                 | 그륀발데어 슈타디온      | 44,300    |
| 브라운슈바이크   | 브라운슈바이크       | 아인트라흐트슈타디온     | 38,000    |
| 베르더 브레멘    | 브레멘               | 베저슈타디온             | 32,000    |
| 샬케 04          | 겔젠키르헨           | 글뤼카우프-캄프반 경기장 | 35,000    |
| 슈투트가르트     | 슈투트가르트         | 네카어슈타디온           | 53,000    |
| 에센             | 에센                 | 게오르크-멜헤스-슈타디온 | 40,000    |
| 카를스루에       | 카를스루에           | 빌트파르크슈타디온       | 50,000    |
| 카이저슬라우테른 | 카이저슬라우테른     | 베첸베르크 슈타디온      | 42,000    |
| 쾰른             | 쾰른                 | 뮌게르스도퍼슈타디온     | 76,000    |
| SGE 프랑크푸르트 | 프랑크푸르트 암 마인 | 발트슈타디온             | 87,000    |
| 하노버 96        | 하노버               | 니더작센슈타디온         | 86,000    |
| 함부르크         | 함부르크             | 폴크스파르크슈타디온     | 80,000    |

- 지도 참고:
  - DOR = 도르트문트; DÜS = 뒤셀도르프; DUI = 뒤스부르크; MGL = 묀헨글라트바흐; S04 = 샬케 04; ESS = 에센; KÖL = 쾰른

## 리그 순위
| 순위 | 팀                 | 경기 | 승 | 무 | 패 | 득 | 실 | 골평균 | 승점 | 참가 및 강등                     |
| ---- | ------------------ | ---- | -- | -- | -- | -- | -- | ------ | ---- | -------------------------------- |
| 1    | 브라운슈바이크 (C) | 34   | 17 | 9  | 8  | 49 | 27 | 1.815  | 43   | 유러피언컵 1967-68 1라운드       |
| 2    | 1860 뮌헨          | 34   | 17 | 7  | 10 | 60 | 47 | 1.277  | 41   |                                  |
| 3    | 도르트문트         | 34   | 15 | 9  | 10 | 70 | 41 | 1.707  | 39   |                                  |
| 4    | SGE 프랑크푸르트   | 34   | 15 | 9  | 10 | 66 | 49 | 1.347  | 39   |                                  |
| 5    | 카이저슬라우테른   | 34   | 13 | 12 | 9  | 43 | 42 | 1.024  | 38   |                                  |
| 6    | 바이에른 뮌헨      | 34   | 16 | 5  | 13 | 62 | 47 | 1.319  | 37   | UEFA 컵위너스컵 1967-68 1라운드1 |
| 7    | 쾰른               | 34   | 14 | 9  | 11 | 48 | 48 | 1      | 37   |                                  |
| 8    | 묀헨글라트바흐     | 34   | 12 | 10 | 12 | 70 | 49 | 1.429  | 34   |                                  |
| 9    | 하노버 96          | 34   | 13 | 8  | 13 | 40 | 46 | 0.87   | 34   |                                  |
| 10   | 뉘른베르크         | 34   | 12 | 10 | 12 | 43 | 50 | 0.86   | 34   |                                  |
| 11   | 뒤스부르크         | 34   | 10 | 13 | 11 | 40 | 42 | 0.952  | 33   |                                  |
| 12   | 슈투트가르트       | 34   | 10 | 13 | 11 | 48 | 54 | 0.889  | 33   |                                  |
| 13   | 카를스루에         | 34   | 11 | 9  | 14 | 54 | 62 | 0.871  | 31   |                                  |
| 14   | 함부르크           | 34   | 10 | 10 | 14 | 37 | 53 | 0.698  | 30   | UEFA 컵위너스컵 1967-68 1라운드1 |
| 15   | 샬케 04            | 34   | 12 | 6  | 16 | 37 | 63 | 0.587  | 30   |                                  |
| 16   | 베르더 브레멘      | 34   | 10 | 9  | 15 | 49 | 56 | 0.875  | 29   |                                  |
| 17   | 뒤셀도르프 (R)     | 34   | 9  | 7  | 18 | 44 | 66 | 0.667  | 25   | 레기오날리가로 강등              |
| 18   | 에센 (R)           | 34   | 6  | 13 | 15 | 35 | 53 | 0.66   | 25   | 레기오날리가로 강등              |

출처: (독일어) www.dfb.de 

순위 결정 우선순위는 다음에 의해 결정된다: 1) 승점; 2) 골평균 

마이더리허는 시즌 도중에 클럽 명칭을 뒤스부르크로 개칭하였다. 

1 바이에른 뮌헨는 UEFA 컵위너스컵 1967-68의 챔피언 자격으로 자동 진출하였다. 바이에른 뮌헨은 이 시즌의 DFB-포칼도 우승함에 따라, 준우승팀 함부르크는 공석인 포칼 우승팀 자리를 차지하여 다음 시즌의 컵위너스컵 1라운드에 진출하였다. 

(C) = 우승; (R) = 강등; (P) = 승격; (O) = 플레이오프 승자; (A) = 다음 라운드 진출 

시즌이 종료되지 않았을때에만 다음을 사용: 

(Q) = 해당 라운드 진출; (TQ) = 토너먼트 진출, 그러나 진출 라운드 미정; (DQ) = 진출 무효

## 결과
| 홈\원정1         | BRS | BRE | DOR | DUI | DÜS | ESS | FRA | HAM | H96 | KAI | KAR | KÖL | MGL | M60 | FCB | NUR | S04  | STU |
| ---------------- | --- | --- | --- | --- | --- | --- | --- | --- | --- | --- | --- | --- | --- | --- | --- | --- | ---- | --- |
| 브라운슈바이크   | -   | 2–0 | 3–1 | 0–0 | 4–0 | 0–0 | 3–0 | 2–0 | 0–1 | 2–0 | 4–1 | 1–0 | 2–1 | 1–0 | 5–2 | 4–1 | 1–0  | 1–1 |
| 베르더 브레멘    | 2–3 | -   | 2–1 | 1–1 | 1–0 | 0–0 | 3–0 | 5–1 | 3–0 | 1–1 | 0–3 | 1–3 | 2–2 | 2–4 | 4–1 | 4–4 | 2–1  | 1–2 |
| 도르트문트       | 0–0 | 2–0 | -   | 4–1 | 1–2 | 0–0 | 3–1 | 7–0 | 3–0 | 2–1 | 2–1 | 6–1 | 3–2 | 1–1 | 4–0 | 0–1 | 6–2  | 1–1 |
| 뒤스부르크       | 0–0 | 1–0 | 1–5 | -   | 1–1 | 2–0 | 0–0 | 2–1 | 3–0 | 1–1 | 0–1 | 1–0 | 1–3 | 1–2 | 0–0 | 2–0 | 3–0  | 0–0 |
| 뒤셀도르프       | 1–1 | 0–1 | 0–5 | 1–5 | -   | 2–0 | 2–4 | 2–2 | 1–0 | 3–1 | 1–0 | 1–3 | 2–2 | 0–1 | 0–0 | 2–2 | 3–1  | 3–3 |
| 에센             | 0–0 | 0–1 | 1–1 | 0–1 | 0–4 | -   | 1–1 | 1–1 | 3–0 | 1–1 | 3–1 | 1–3 | 2–1 | 2–2 | 3–1 | 1–1 | 4–1  | 1–3 |
| SGE 프랑크푸르트 | 0–1 | 4–1 | 3–3 | 1–0 | 3–0 | 5–0 | -   | 1–3 | 3–3 | 1–1 | 5–1 | 4–0 | 1–0 | 3–3 | 2–1 | 1–4 | 4–2  | 4–0 |
| 함부르크         | 1–0 | 1–1 | 1–1 | 0–0 | 2–1 | 1–1 | 0–2 | -   | 2–1 | 1–0 | 1–0 | 1–3 | 2–0 | 3–2 | 3–1 | 0–1 | 1–1  | 1–1 |
| 하노버 96        | 4–2 | 2–1 | 2–0 | 3–0 | 0–2 | 1–0 | 2–1 | 1–0 | -   | 2–1 | 3–1 | 0–1 | 1–1 | 2–2 | 2–1 | 2–0 | 1–2  | 2–2 |
| 카이저슬라우테른 | 2–0 | 2–0 | 1–1 | 0–0 | 2–1 | 5–2 | 1–1 | 2–1 | 1–0 | -   | 3–1 | 0–0 | 1–0 | 0–3 | 1–0 | 1–1 | 1–0  | 3–3 |
| 카를스루에       | 3–0 | 4–4 | 2–0 | 3–0 | 3–2 | 0–1 | 3–2 | 1–1 | 0–0 | 2–2 | -   | 1–1 | 3–3 | 3–1 | 1–6 | 0–1 | 1–0  | 4–1 |
| 쾰른             | 1–0 | 4–1 | 1–1 | 1–1 | 2–0 | 2–1 | 1–4 | 0–0 | 1–1 | 2–1 | 2–2 | -   | 1–2 | 2–0 | 2–4 | 2–0 | 2–1  | 3–1 |
| 묀헨글라트바흐   | 0–0 | 1–1 | 4–0 | 3–3 | 3–1 | 4–3 | 0–0 | 4–2 | 2–0 | 1–1 | 3–1 | 3–0 | -   | 2–3 | 1–2 | 2–0 | 11–0 | 1–2 |
| 1860 뮌헨        | 2–1 | 2–1 | 1–2 | 3–3 | 3–0 | 1–0 | 2–1 | 2–0 | 3–0 | 3–0 | 3–0 | 2–1 | 4–3 | -   | 1–0 | 1–2 | 0–2  | 1–1 |
| 바이에른 뮌헨    | 2–0 | 1–0 | 1–0 | 2–1 | 1–2 | 4–1 | 1–2 | 3–1 | 0–0 | 5–0 | 2–2 | 2–0 | 4–3 | 3–0 | -   | 0–1 | 5–0  | 1–1 |
| 뉘른베르크       | 0–4 | 2–1 | 2–0 | 3–1 | 4–2 | 1–1 | 0–1 | 1–0 | 1–1 | 1–2 | 2–2 | 1–1 | 1–0 | 2–2 | 0–1 | -   | 0–4  | 3–3 |
| 샬케 04          | 0–0 | 0–1 | 1–4 | 2–1 | 2–1 | 1–1 | 1–1 | 2–0 | 2–1 | 0–3 | 1–3 | 1–0 | 0–0 | 1–0 | 2–1 | 1–0 | -    | 2–0 |
| 슈투트가르트     | 1–2 | 1–1 | 1–0 | 1–3 | 3–1 | 1–0 | 3–0 | 1–3 | 1–2 | 0–1 | 2–0 | 2–2 | 0–2 | 2–0 | 2–4 | 1–0 | 1–1  | -   |

출처: (독일어) www.dfb.de 

1 홈팀은 왼쪽 열의 팀이다. 

청색은 홈팀 승리를, 홍색은 원정팀 승리를, 황색은 무승부를 의미

## 득점 집계
28골
- 로타어 에메리히 (도르트문트)
- 게르트 뮐러 (바이에른 뮌헨)

18골
- 헤어베어트 라우멘 (묀헨글라트바흐)

17골
- 크리스티안 뮐러 (카를스루에)

15골
- 유프 하인케스 (묀헨글라트바흐)
- 베른트 루프 (묀헨글라트바흐)
- 로타어 울사스 (브라운슈바이크)
- 라인홀트 보사브 (도르트문트)

14골
- 한스 퀴퍼스 (1860 뮌헨)

13골
- 요하네스 뢰어 (쾰른)

## 챔피언 스쿼드
| 아인트라흐트 브라운슈바이크 |
| 골키퍼: 호르스트 볼터 (32); 한스 예커 (2). 수비수: 위르겐 몰 (34 / 5); 페터 카크 (34); 발테어 슈미트 (33); 클라우스 마여 (30); 볼프강 마츠 (5); 볼프강 브라제 (3). 미드필더: 요아힘 베제 (33); 한스-게오르크 둘츠 (32 / 5). 공격수: 에리히 마스 (33 / 11); 게어트 자보로프스키 (33 / 8); 로타어 울사스 (32 / 14); 클라우스 게어빈 (21 / 4); 볼프강 그어치브 (15 / 2); 볼프-뤼디거 크라우제 (2). (괄호 안은 경기 출장 횟수 / 득점 횟수를 나타낸 것임) 감독: 헬무트 요한센. 명단에 있지만 출장 기록이 없는 선수: 볼프강 지몬; 베르너 리나스. |

## 같이 보기
- DFB-포칼 1966-67